# Johansholmen
Johansholmen est une île norvégienne du comté de Hordaland appartenant administrativement à Bømlo.

## Description
Rocheuse et couvert d'arbres, à fleur d'eau, elle s'étend sur environ 115 m de longueur pour une largeur approximative de 112 m.